# Српска четничка организација
Српска четничка организација или Српска револуционарна организација, била је револуционарна организација са циљем ослобођења Косова, Метохије и Македоније (област позната као „Стара Србија”) од Османског царства (Косовски, Битољски и Солунски вилајет). Централни одбор је основан 1902. године, док је Српски комитет основан у септембру 1903. године у Београду, спајањем централних одбора из Београда, Врања, Скопља и Битоља, док је оружано крило активирано 1904. године. Међу оснивачима су били Друштво Свети Сава, Генералштаб Војске и Министарство спољних послова Краљевина Србије. Током борбе за Македонију, серије друштвених, политичких, културних и војних сукоба у Македонији, дјеловање организације је познато као Српска акција у Македонији.
Централни комитет је првобитно финансирао појединце, као и мале групе хајдука, који су били самоорганизовани или дио бугарске револуционарне организације у Македонији (Врховни македонско-једренски комитет или Унутрашња македонска револуционарна организација). Својим дјеловањем организација је настојала да заштити словенско хришћанско становништво од зулума. Пропашћу српско-бугарских преговора око удруженог дјеловања, због растућег национализма у бугарским комитетима, Српски комитет је одлучио да у потпуности организује своје оружане групе. Централни комитет је послао прве двије групе у Македонију 1904. године, које су се рано изложиле и због тога одмах биле уништене. Други талас је био много успјешнији; међутим, почела су непријатељства између Бугарског и Српског комитета. Српски четници су се борили против Османлија, као и албанских и бугарских банди. Својим дјеловањем су се истакли Јован Бабунски, Глигор Соколовић, Илија Трифуновић Бирчанин, Михаило Ристић Џервинац, Јован Грковић Гапон, Василије Трбић, Спаса Гарда, Бранивоје Јовановић, Илија Јовановић, Јован Станојковић Довезенски, Мицко Крстић, Лазар Кујунџић, Цене Марковић, Маринко Алексић Миша, Доксим Михаиловић, Коста Пећанац, Војин Поповић, Саватије Милошевић и Петко Илић. Након избијања Младотурске револуције 1908. године и проглашења устава, сви хајдуци у Македонији, укључујући српске четнике, оставили су оружје, међутим, герилска борба се ускоро наставила, настављајући се касније на балканске ратове.

## Позадина
Српски (1876—1878) и руски (1877—1878) ратови против Османлија мотивисали су ослободилачке покрете међу становништвом Старе Србије. Србија је настојала да ослободи Косовски вилајет (Нишки, Призренски, Скопски и Новопазарски санџак). Српска војска је заједно са Србима из јужних крајева који су чинили посебне добровољачке одреде, великим бројем из Македоније, настојала да ослободи њихове родне крајеве и присаједини их Србији. Добровољци су се инфлитирали у Кумановски и Кривопаланачки округ. Када је потписан мир између Срба и Турака, ове групе су спроводиле независне герилске борбе под српском заставом, коју су носили и истицали далеко од линије разграничења. Српски напредак у Старој Србији (1877—1878) праћен је устанцима у региону, укључујући и један који се истакао у околини Куманова, Криве Паланке и Кратова. Кумановски устанак је избио 20. јануара, трајао је четири мјесеца и завршио се јаким турским репресијама над српским становништвом. Због терора над незаштићеном рајом (нижа класа, хришћани), многи су отишли у планине, пребјегли у Србију, одакле су спроводили нападе на некадашње родне крајеве ради освете због звјерстава која су над њима починиле Османлије. У кумановско-кратовском региону је 14. октобра 1880. године избила Брсјачка буна. Србија је тајно и пажљиво помагала хришћане у областима под контролом Османлија, међутим помоћ је прекинута 1881. интервенцијом владе. Османска војска је успјешно сузбија буну током зиме 1880—1881. године, а многе вође су протјеране. Један од вођа буне, Мицко Крстић, касније је имао инструменталну улогу у српској четничкој организацији. Брсјачка буна, као и претходна у кумановском региону, имала је српски карактер, планирана је у српску корист, али неуспјешно јер је исход био прогон Срба из Македоније, праћен растућом бугаризацијом хришћанског словенског становништва.
Друштво Србо-Македонци, интересна група интелектуалаца из Македоније, основана је 1886. године у Истанбулу.

## Увод
Бугарска антисрпска организација, Друштво против Срба, коју је основао Дамјан Груев 1897. године, спровела је до 1902. године најмање 42 убиства, а 52 особе су само рањене. Мете организације су били српски научници, учитењи, српски православни свештеници, као и други виђени Срби у Османском царству.
У мају 1899. године, Голуб Јанић је послао одред од 10 до 15 људи у Македонију.

## Организација
Централни одбор су основали 1902. године Милорад Гођевац, Лука Ћеловић, Васа Јовановић, Живојин Рафајловић, Никола Спасић и Љубомир Ковачевић.  Капетан Рафајловић је до оснивања имао неколико самостално организованих оружаних група у Старој Србији. Сједиште одбора се налазило у Ћеловићевој кући. Организацију је првобитно финансирао Ћеловић који је донирао 50.000 динара годиште, што је то вријеме била велика сума. Комитет је за предсједника изабрао др Гођевца. На почетку финансирани су само појединци, хајдуци, који су били или самостално организовани или дио бугарских револуционарних организација у Македонији (Врховни македонско-једренски комитет или Унутрашња македонска револуционарна организација).
Српски комитет или Централни револуционарни тајни одбор или Централни одбор српске четничке организације основан је у Београду у септембру 1903. године, спајањем Централног одбора Београда, Врања, Скопља и Битоља. Од бораца је захтијевана заштита словенског становништва од зулума и спровођење убистава свих познатих прогонитеља. Након пропасти српско-бугарских преговора о заједничком дјеловању, и због растућег национализма у оквиру Бугарског комитета, Српски комитет је одлучио да у потпуности организују своје оружане групе. Оружано крило је званично активирано 1904. године. Међу оснивачима су били и Друштво Свети Сава, Генералштаб Војске и Министарство спољних послова Краљевина Србије.
У почетку, као и при крају, српски четници су имали строга наређења одбране и заштите, а никако напада; османска влада и велике силе су се сложили да четници нису вршили злочине и масакре, иако велики оружани сукоби нису могли протећи без насиља.

### Централни одбори
- Централни одбор Београд: Јован Атанацковић (предсједник), Милорад Гођевац, Љубомир Давидовић, Љубомир Јовановић, Јаша Продановић, Димитрије Ћирковић, Лука Ћеловић, Голуб Јанић, Никола Спасић и Милутин Степановић.
- Централни одбор Врање: оснивачи су Живојин Рафајловић, Сима Златановић, Велимир Карић и Тома Ђурђевић; остали чланови су Љубомир С. Јовановић, Јован Ненадовић, Драгиша Ђурић, Љубомир Вуловић, Петар Пешић, Душан Туфегџић итд.
- Централни одбор Скопље: Богдан Раденковић, Михаило Шушкаловић и Михаило Манчић.
- Централни одбор Битољ: Јован Ћирковић, Лазар Кујунџић, Саватије Милошевић, Алекса Јовановић Коџа и Давид Димитријевић.

## Историја

### 1902.
Централни одбор су основали 1902. године Милорад Гођевац, Лука Ћеловић, Васа Јовановић, Живојин Рафајловић, Никола Спасић и Љубомир Ковачевић.  Капетан Рафајловић је до оснивања имао неколико самостално организованих оружаних група у Старој Србији. Сједиште одбора се налазила у Ћеловићевој кући. Организацију је првобитно финансирао Ћеловић који је донирао 50.000 динара годиште, што је то вријеме била велика сума. Комитет је за предсједника изабрао др Гођевца. На почетку финансирани су само појединци, хајдуци, који су били или самостално организовани или дио бугарских револуционарних организација у Македонији (Врховни македонско-једренски комитет или Унутрашња македонска револуционарна организација).

### 1903.
Милорад Гођевац, Лука Ћеловић и Василије Јовановић су у Београду 29. марта 1903. године формирали први оружани одред. Одредом, који је садржао 8 војника, командовао је Илија Славе, Срби из Македоније који је био калдрмџија.
„Српски комитет” је основан у септембру 1903. године у Београду, спајањем централних одбора из Београда, Врања, Скопља и Битоља. Од бораца је захтијевана заштита словенског становништва од зулума и спровођење убистава свих познатих прогонитеља. Након пропасти српско-бугарских преговора о заједничком дјеловању, и због растућег национализма у оквиру Бугарског комитета, Српски комитет је одлучио да у потпуности организују своје оружане групе. Оружано крило је званично активирано 1904. године. Међу оснивачима су били и Друштво Свети Сава, Генералштаб Војске и Министарство спољних послова Краљевина Србије.

### Април—мај 1904.
На Ђурђевдан, 23. априла, бугарски студентски су дошли у Београд како би одржали конгрес. Ово се десило након неуспјелих преговора између бугарских и српских комитета о заједничком српско-бугарском устанку након више од 50 састанака у периоду од четири до пет мјесеци. Бугарски студенти и српска страна су нагласиле потребу за одржањем српско-бугарских братских односа. Када су студенти отишли, откривено је да су већина били припадници бугарског комитета, који су имали задатак да пронађу своје пријатеље и доведу их у Бугарску. Троје од њих је имало задатак да убиједе Глигора Соколовића да се врати у Бугарску, што је он одбио. Састали су се такође и са Стојаном Донским.
Двије чете од по 20 бораца су 25. априла под командом војвода Анђелка Алексића и Ђорђа Цветковића заклеле на церемонији српског четничког комитета (Др Милорад Гођевац, Васа Јовановић, Жика Рафаиловић, Лука Ћеловић и генерал Јован Атанацковић), са протом Николом Стефановићем који држао молитву. Комитет је припремио формирање првих чета за неколико мјесеци. Четници су послати за Порече, и 8. маја су кренули из Врања, до села Буштрање, које је било подијељено између Србије и Турске. Василије Трбић, који их је предводио, рекао им је да је најбољи начин је био да се иде кроз Козјак, а затим до Вардара. Међутим, војводе су жељеле ићи најкраћим путем, кроз Кумановску равницу и затим у Четирац. Успјели су ући на територију Османског царства, али су се изложили у равничарским албанским и турским селима, а Османлије су их окружиле са свих страна, па су одлучили да остану у Шупљом Камену, који им је пружио барем мало одбране умјесто директног сусрета са војском на равници; усред дана, османска војска је бомбардовала четнике преко брда и тако убила 24 четника. Према српским државним документима, погинула су 24 четника, један османски жандар и три османска војника. Српски посланик Ристић, према документу, именовао је Жику Рафајловића као организатора чете, и тражио је од Министарства спољних послова „да се таквим пустоловинама и непромишљеним издајничким акцијама стане на пут”.

### 1905.
Током 1905. године било је у Скопском санџаку 22 сукоба између турске војске и српских и бугарских комита. Погинуло је 76 српски четника, а рањено њих 14. Бугарски губици су били нешто мањи. Укупно је регистровано у том санџаку 440 убистава а рањавања 92. Отето је и одведено у планину и воде се као нестали 41 особа.

### 1906.
Током те године наоружани сукоби се настављају у Скопском санџаку. Сукоба је са комитским четама је забележено 16. Погинуло је 37 српских четника, а рањено два. Бугарски губици су били нешто већи. Укупно је забележено 219 убистава и 77 тешких рањавања. Сада је 61 особа отета и води се као нестала.

### 1907.
У тој години било је 27 оружаних сукоба у Скопском санџаку. Погинуло је 113 бугарских и 14 српских четника. Турски губици су само шест људи. Током целе године зна се за 364 убиства, 77 рањавања а несталих у планини је било 90 лица.

## Шеф штаба
Шефови горског штаба
Лијева страна Вардара или Предвардарје
- Аксентије Бацетовић (до јуна 1905)[24]
- Илија Јовановић Часлав Пчињски ( од јуна 1905 до краја исте године)
- Михаило Ристић Џервинац (до априла 1907)
- Павле Блажарић (април 1907)
- Миливоје Чолак Антић (крај 1907)
- Војислав Танкосић (1907—1908)
- Војин Поповић(1907—1908)
- Алимпије Марјановић (1908)

Десна страна Вардара или Прековардарје
- Сретен Рајковић Руднички (1905)[25][26][27]
- Панта Радосављевић (крај 1905)[28]
- Павле Блажарић ( 1906-1907)
- Јован Бабунски (до 1907)
- Сава Петровић Грмија (1908)